# Colline de Hango
La colline de Hango, située près de la ville de Castletown, sur l'île de Man, était autrefois un lieu où l'on exécutait les condamnés à mort. Son nom vient du norrois hanga-haugr (« colline du gibet »). Elle fut renommée mont Strange, par les comtes de Derby, en l'honneur de l'héritier des Derby, Lord Strange. On pense que le site abritait des sépultures aux temps préhistoriques.

## Lieu d'exécution

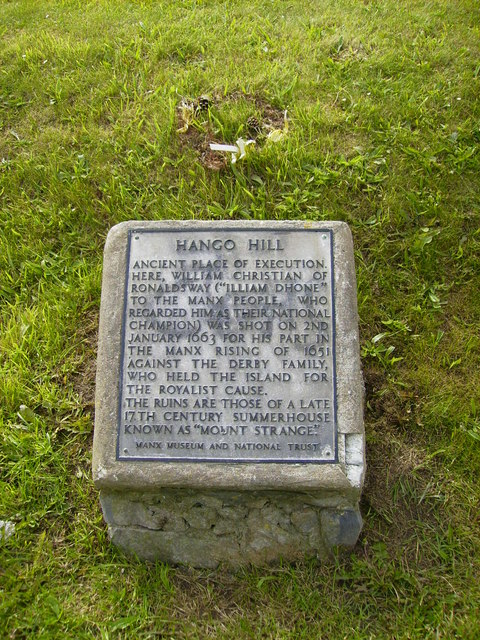
Plaque commémorative du Manx Museum.

La colline de Hango servait de lieu à l'exécution des condamnés à mort, au moins jusqu'au XVIIe siècle. On lit dans le registre des sépultures de Malew à l'année 1604 : « Anno 1604, William Keruish et Robert Calow, de Kirk Maughold, pour le meurtre de [sieur] Cottscam, de la dite paroisse, ont été pendus au gibet de la colline de Hango le 31 août et enterrés en l'église de Kirk Malew, en face du porche. »
Le condamné le plus célèbre à y avoir été exécuté fut le héros mannois William Christian du Ronaldsway dit Illiam Dhone, le 2 janvier 1663, pour s'être opposé au comte de Derby, seigneur de l'île. Après cette exécution, le comte fit ériger sur la colline une résidence d'été, sans doute pour empêcher de faire de la colline un mémorial de la résistance mannoise contre les intérêts anglais. Cette demeure est tombée en ruine, mais il reste un pan de mur à peu près bien conservé.